# End-of-pipe-Technologie
Eine End-of-pipe-Technologie (von engl. end of pipe: am Ende der Röhre) ist eine additive (nachträglich hinzugefügte) Umweltschutzmaßnahme. Sie verändert nicht den Produktionsprozess selbst, sondern verringert die Umweltbelastung durch nachgeschaltete Maßnahmen. Beispiele sind Schalldämpfer zur Minderung von Schallemissionen und Abgasreinigungsanlagen zur Luftreinhaltung. Auch die CO2-Abscheidung und -Speicherung ist eine typische End-of-Pipe-Technologie.
Abzugrenzen sind die End-of-pipe-Technologien gegenüber dem integrierten Umweltschutz bzw. dem produktionsintegrierten Umweltschutz (PIUS).